# Peruvia
Peruvia is een geslacht van rechtvleugeligen uit de familie veldsprinkhanen (Acrididae). De wetenschappelijke naam van dit geslacht is voor het eerst geldig gepubliceerd in 1890 door Scudder.

## Soorten
Het geslacht Peruvia  is monotypisch en omvat slechts de volgende soort:
- Peruvia nigromarginata (Scudder, 1875)